# Rrogozhina
Rrogozhina (albanska: Rrogozhinë med böjningsformen Rrogozhina) är en stad och kommun i Tirana prefektur i Albanien nära floden Shkumbin. År 2011 hade Rrogozhina 7 049 invånare.
Från staden kommer fotbollsklubben Egnatia Rrogozhinë och i staden ligger dess hemmastadion Stadiumi Rrogozhinë. Från Rrogozhina utgår Hekurudha Shqiptare-järnvägen Rrogozhina-Fier.

## Personer från Rrogozhina
- Hysni Alushi, albansk sångare.
- Malvina Seferi, albansk-italiensk modell.